# K2主戰坦克
K2 黑豹（KNMBT, Korean New Main Battle Tank（韓國新主力戰車），或稱 XK2即eXperimental K2（實驗K2））是大韓民國國軍新一代主战戰車。由國防科學研究所（ADD）使用外國和本國技術混合研發而成，耗資2億3千萬美金。從1995年開始研發，據信是K1主戰坦克量產後，就緊接開始研發。

## 發展沿革
雖然K1主戰坦克和改良的K1A1 可以輕鬆對付北韓早期款式的天馬虎式戰車，但由於北韓不斷對天馬虎式進行更新與改良，南韓於1995年開始研發新戰車並著重於國內科技的採用以兼顧坦克更新與國內科技研發自主。
韓國國防科學研究所使用11年時間和2億3千萬美金，最後終於完成到量產前測試階段。當中超過90%零件是國產，例如Rotem公司（现代汽车集团子公司），三星科技和現代威亞（现代汽车集团子公司）等本國公司都負責生產各種零件。
最初檯面下有兩項主設計方案中，一個是有人砲塔方案，一個是無人砲塔方案，最後有人砲塔勝出。國防科學研究所於2003年公佈一些圖片和影片，表示K2已經有實戰能力。2007年3月已經試行量產，三台試產車的第一台已經於慶尚道的昌原市出廠。

## 性能

### 機動
黑豹裝有全新 1,500 匹馬力引擎（K1引擎僅1,200馬力），由Doosan Infracore公司和 STX 引擎公司合作研發。路面上可以超過極速 70 km/h，越野可以達48 km/h。從0到32 km/h加速僅7秒，引擎也比其他同功率引擎體積小，允許設計成燃氣渦輪引擎與美軍M1相同。三星科技設計此部分渦輪裝置，使其可以再增加100匹馬力，而在左邊多出的空間又可安裝一個補助動力單元，當引擎失效或停機時還能提供一些備用動力和電力。它還能使戰車停住時不必一直開引擎保持車上系統運作，達到省油目的；埋伏時也可降低音量和車溫。
但是由於斗山公司的技術不足使得原本預計要裝上國產引擎的K2最終只能從德國進口引擎代替。
透過換氣裝置可以越過4.1公尺深的河川，相對於K1和K1A1這是一大進步，它們只能越過2.2公尺深的河川。此功能使戰車在路線選擇上增加更多優勢，可以更快迎敵。黑豹還能攀爬最高1.3米的60度斜坡。

### 火力

#### 武器
主要武器為國產的CN08 120 mm滑膛砲和由國防科學研究所研發現代威亞生產的55倍徑的滑膛砲（与常误传的说法不同，该炮并不是德国莱茵金属的55倍径Rh-120滑膛炮的授权生产型，而是基于美国M256滑膛炮拉长倍径定型的，其炮管矫正装置与M256相同，位于炮口正上方，而非Rh-120的位于两侧），次要武器為12.7 mm K6 機槍和7.62 mm 同軸機槍。砲塔一次可裝16發，全車總攜帶40發。新型自動裝彈機每分鐘可裝15發每4秒一發，而且不受主砲角度影響。
主砲可以發射多種彈藥，韓國產研發的鎢彈頭的尾翼穩定脫殼穿甲彈（APFSDS），比起上一代穿甲弹有更大進步。而多目標高爆化學彈則可以有效殺傷人員、輕裝甲車輛、牆後的人員、低空直升機。

#### 智慧攻頂彈
另一種彈藥是KSTAM（Korean Smart Top-Attack Munition）韓國智慧攻頂彈，專門為黑豹設計，是一種攻頂反戰車彈由主砲射出，可以走平射彈道或長程砲擊的曲射彈道。它不同於反戰車飛彈因為沒有任何火箭推力裝置，推力完全來自火砲火藥。
彈頭有導向和避開障礙物的系統：毫米波雷達、紅外線、輻射計偵測器和爆破穿甲彈頭全部都在一顆砲彈裡。發射後，彈體沿彈道前進，由四個尾翼穩定飛行，飛向目標區。之後降落傘將打開減緩速度，使內建雷達和偵測器能有時間鎖定固定或移動目標並引爆爆破穿甲彈頭從頂而下貫穿目標物。
全過程中黑豹坦克不必顯露其位置，可以在發射多發後把坦克隱藏回掩護物，因為這是一種射後不理裝置，可以獨自運作，也是一種有效的間接火力支援或反擊躲在障礙物或建築的目標之武器，此彈藥也可以在途中用手控控制，因為它與發射的坦克有即時資料鏈連接。最短射擊限制2km，最大8km。
砲塔是用電動馬達轉向。K2外觀上有諸多相似於K1，中間和後方懸吊也能做出“坐”“站”“跪”三種坦克姿態。K1目前用的是扭距桿和HSU（一種油壓懸吊）。然而K2將使用ISU（臂中懸吊），這系統原本是為了更先進的XK21裝甲車所研發，安裝於每一陸輪，每一輪都可以個別控制。新型ISU比HSU更輕也更簡化，所以K2不只能坐站跪還能斜靠和角靠。坐姿可以讓坦克有較小輪廓外型和戰場上容易掌握道路控制權，站姿可讓坦克有較高越野性能，前後跪姿可加大坦克砲管仰角或俯角讓它打到低地的敵軍或往上打低空飛機，這是少數現代坦克才能做的。新型懸吊則讓坦克在不平坦路面上更平穩和減震。

#### 火控系統
車上的毫米波雷達配合雷射測距儀和水平感應器，融合成新世代的FCS既可以追蹤低飛飛機用主砲擊落，也能追蹤到來襲的砲彈。“鎖定”模式中可以把目標資訊載入電腦，經過電腦運算持續提供目標方位資訊，讓戰車在行進間也能擊中另一移動目標。鎖定模式就算使用夜間熱成象儀也能追蹤到9.8公里遠。
另一大特徵是FCS內建板機延遲裝置。其他主戰坦克包含法國勒克萊爾主戰坦克，都有類似的一體化電子，感應和火力控制系統，會在發砲時的瞬間震動使瞄準機制暫時偏離目標。所以此延遲設計原理是雷射收發儀連線的FCS系統用基本的機械構造連結到主砲板機。然而雷射測距儀是安裝在主砲上方，接收儀則在砲塔基座。只有在雷射發射儀和接收儀訊號光束對應到時才能發砲。
因此當砲手扣下板機時會直接啟動FCS，如果此時坦克正行進在不規則地表，雷射儀發現自己瞬間偏離目標，此時FCS會自動延遲發砲一瞬間等待雷射光重新定位，之後FCS才自動發射。此系統強化了行進間越野射擊能力。
韓國砲手瞄準儀KGPS（Korean Gunner's Primary Sight）和韓國車長全景儀KCPS（Korean Commander's Panoramic Sight）在K1A1上就已經使用，現在K2黑豹也有裝備。但是光學感應功能已經有改良，車長可以在必要時控制砲台和主砲，代替射手。
內建的GPS可以高敏感度的提供週遭地形地點資訊，配合環境感應器可以知道戰車是否進入危險地區。K2戰車具有「C4I」連結能力，還有敵我辨識（IFF）／物件外觀辨識（SIF）雙系統（相容STANAG 4579）。

### 資訊戰與自動化
車體整合有內建資訊系統IVIS，可以快速協調友軍間的行動，還能和無人偵查載具XAV連結成資訊網，得到遠端斥候資訊，不必派出戰車來當斥候。
報告指出，緊急時，戰車可以只有兩人或一人操縱。火控系統可以自動追蹤目標，和友車間的連結可避免多車重複瞄準同一目標。發射和裝彈也可以無人自動進行，等於資訊作戰網和自動裝彈機取代了砲手和車長的工作。

### 裝甲與防禦
有軟殺和硬殺可以對付來襲的反戰車飛彈。K2裝有三星生產的三方向雷射偵測器，偵測到敵人鎖定時可以發出雷達和雷射警報並自動啟用干擾反制手段。
K2概念驗證階段時並不包含硬殺防護，然而幾年後的K2 PIP改良版時，就加入了一對硬殺反飛彈裝置。
裝甲方面使用一種未知的機密複合裝甲和外加爆炸反應裝甲塊。VIRSS煙霧榴彈發射器也能增加一些防禦力。K2還加裝鋁箔條散佈器防禦系統以增強原本的RWR系統和雷達干擾系統。車載型毫米波雷達聯結車上電腦可以偵測全方向來襲的物體，立刻發出警報和啟動VIRSS煙霧彈阻斷敵軍視覺、雷達、熱影像等等鎖定方式，同時可以趁來襲飛彈失去鎖定時移動戰車位置避開飛彈。
車上還有自動滅火裝置可以避免火災引爆彈藥。

## K2量產改良計畫
K2量產改良計畫是針對最初量產版的修正方案，將在生產前幾年開始實行：
- 更換半主動懸吊系統為主動懸吊系統；並且連結懸吊系統到「高解析地形掃描系統」上，可以掃描戰車附近10m到50m的地形起伏，計算出最佳懸吊程度以減低車體震動。
- 完成主動防護系統，以增加對反坦克導彈的抵抗力。

## 使用國

### 出口
- - 目前有260輛以上[1]。
- 土耳其 - 2007年7月，南韓在招标中擊敗勒克萊爾主戰坦克和豹2型坦克，和土耳其簽訂外銷合約5000億韓元（折合約5.4億美金），為K2戰車的合作生產國之一（至少250輛K2改良型阿勒泰戰車（Altay）），南韓將轉移複合裝甲技術給土耳其；而且在土耳其組裝戰車Otokar工廠預計生產四部原型於2010年，火控系統由土耳其Aselsan公司生產。引擎由德國MTU公司提供。
- 波蘭 - 46輛（還有134輛等待交付）[2]。2020年1月波蘭宣布與現代汽車進行談判授權在波蘭生產K2戰車，將取代T-72主力戰車和PT-91主戰坦克[3] [4]。2022年6月13日波蘭宣布簽署協議，採購180輛K2，首批預計2022年交付，預計2024年完成全部交付[5][6]，同時2026年起授權波蘭生產820輛K2PL[7][8][9][10]，計畫總共採購1000輛K2[11]。
- 秘魯 - 2013年9月K2进入秘鲁陆军的坦克招标。2025年3月17日，K2坦克和K877 CPV指挥车抵达秘鲁卡亚俄港[12]

### 潛在及前潛在客戶
- 挪威 - 2023年挪威正式宣布購買54輛德制“豹”2A7NO坦克，這讓持續數年的挪威陸軍下一代主戰坦克競標塵埃落定，標誌著K2NO“黑豹”坦克落選[13]。
- 埃及 - 2021年埃及政府宣布與韓國進行談判，授權生產K2戰車並轉讓製造技術[14]。

## 外部連結
- GlobalSecurity.org （页面存档备份，存于）
- K2 Image and Statistics (in Korean)[永久]
- K2 video (narration in Korean)[永久]